# Arquidiócesis de Arequipa
La arquidiócesis de Arequipa (en latín: Archidioecesis Arequipensis) es una circunscripción eclesiástica de la Iglesia católica en Perú. Se trata de una arquidiócesis latina, sede metropolitana de la provincia eclesiástica de Arequipa. Desde el 21 de octubre de 2006 su arzobispo es Javier Augusto del Río Alba.

## Territorio y organización

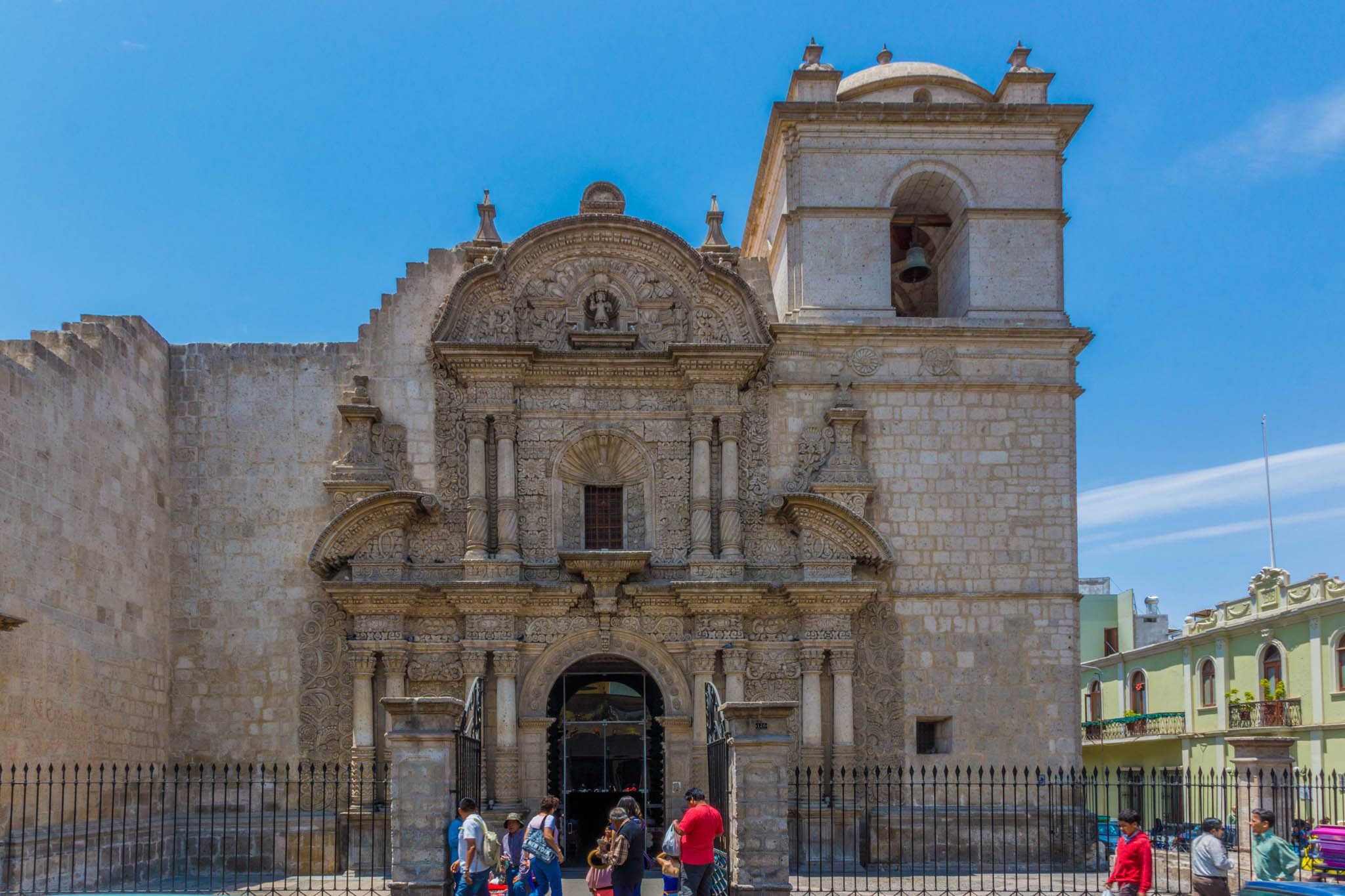
Iglesia de los jesuitas, en Arequipa

La arquidiócesis tiene 27 588 km² y extiende su jurisdicción sobre los fieles católicos de rito latino residentes en el departamento de Arequipa en las provincias de: Arequipa, Caylloma e Islay.
La sede de la arquidiócesis se encuentra en la ciudad de Arequipa, en donde se halla la Catedral basílica de Santa María.
La arquidiócesis tiene como sufragáneas a las diócesis de: Puno y de Tacna y Moquegua, y a las prelaturas territoriales de: Ayaviri, Chuquibamba, Juli y Santiago Apóstol de Huancané.
En 2022 en la arquidiócesis existían 75 parroquias agrupadas en 11 decanatos.
Para formar a los aspirantes al sacerdocio, el arzobispado cuenta con dos seminarios arquidiocesanos, uno es el Seminario Arquidiocesano San Jerónimo, que fue fundado por el obispo Pedro de Perea el 30 de septiembre de 1619. Pertenecen a la arquidiócesis la Universidad Católica de Santa María y la Universidad Católica San Pablo.

### Santuarios

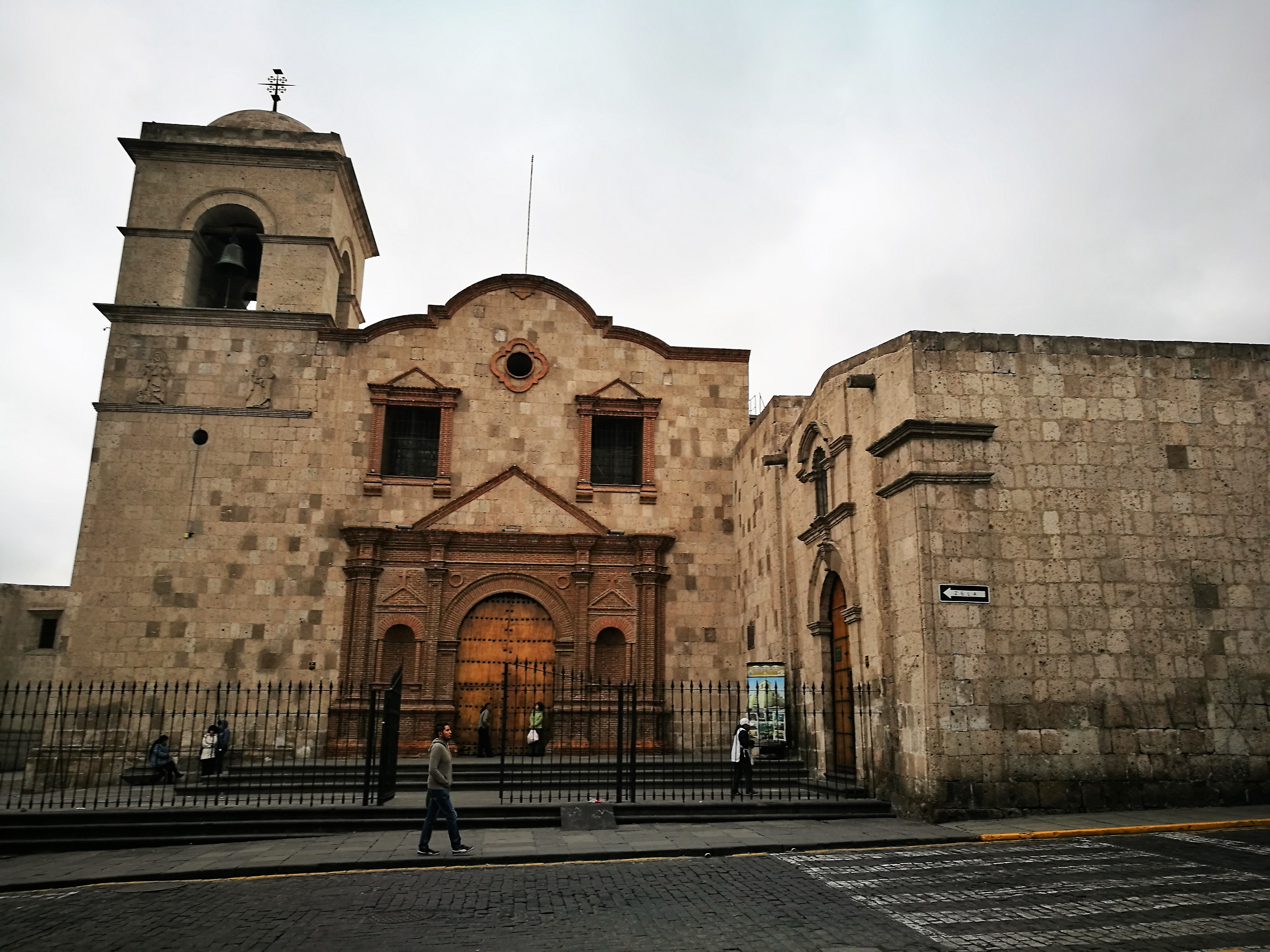
Iglesia de San Francisco, en Arequipa

En el santuario de la Virgen de Chapi se celebra cada 1 de mayo la fiesta de la Mamita de Chapi.
En la Iglesia de la Compañía de Jesús las Doce Promesas del Sagrado Corazón que en mayo de 1673, durante la octava del Corpus Christi, el Corazón de Jesús le dio a santa Margarita María.
En la iglesia de San Agustín se encuentra el Santuario Arquidiocesano del Señor de los Milagros escenario de muestras de fe al Cristo de Pachacamilla por la Hermandad del Señor de los Milagros.
El Santuario Arquidiocesano de la Santísima Virgen de la Candelaria se encuentra en Cayma.

## Historia
La diócesis de Arequipa fue erigida por primera vez el 16 de abril de 1577 con la bula Apostolatus officium del papa Gregorio XIII, obteniendo el territorio de la diócesis del Cuzco. Debía ser una diócesis sufragánea de la arquidiócesis de Lima en el Virreinato del Perú, con sede en la Villa de la Asunción de Nuestra Señora del Valle Hermoso de Arequipa y bajo la advocación de la Inmaculada Concepción de la Santísima Virgen María, pero sin embargo, la oposición del obispo Sebastián Lartaún del Cuzco impidió la ejecución de la bula papal y la erección de la diócesis quedó en letra muerta. El obispo ya designado para esta sede, el dominico Antonio de Hervías, fue trasladado a la diócesis de Verapaz en Guatemala.
La diócesis fue erigida por segunda vez el 20 de julio de 1609 con la bula In supereminenti sedis del papa Pablo V, sufragáneo de la arquidiócesis de Lima. El 5 de enero de 1612 el papa, mediante un breve apostólico, definió los límites de la nueva diócesis; este escrito pasó a ser ejecutivo el 8 de marzo de 1614.
En 1619 el obispo Pedro de Perea Díaz estableció el seminario diocesano de San Jerónimo (Seminario Conciliar de San Jerónimo), que comenzó a funcionar en 1622.
En la relación del virrey del Perú José Antonio Manso de Velasco a su sucesor con fecha 23 de agosto de 1761 indicó que la diócesis de Arequipa tenía 14 483 personas en las 6 provincias que entonces la integraban: Arequipa, Camaná, Moquegua, Collaguas, Condesuyos de Arequipa, Arica.
En 1880 cedió una porción de su territorio para la erección del vicariato apostólico de Tarapacá (hoy diócesis de Iquique).
El 20 de diciembre de 1929 cedió otra porción de territorio para la elevación del vicariato apostólico de Iquique a diócesis mediante la bula Ad gregem Dominicum del papa Pío XI.
El 23 de mayo de 1943 fue elevada al rango de arquidiócesis metropolitana con la bula Inter praecipuas del papa Pío XII.
El 18 de diciembre de 1944 cedió una porción de su territorio para la erección de la diócesis de Tacna (hoy diócesis de Tacna y Moquegua) mediante la bula Nihil potius et antiquius del papa Pío XII.
El 21 de noviembre de 1957 cedió una porción de su territorio para la erección de la prelatura territorial de Caravelí mediante la bula Quasi mater dulcissima del papa Pío XII.
El 5 de junio de 1962 cedió otra porción de su territorio para la erección de la prelatura territorial de Chuquibamba mediante la bula Christi caritas del papa Juan XXIII.
El arzobispo metropolitano Javier Augusto del Río Alba fue nombrado arzobispo coadjutor el 11 de julio de 2006 y tomó posesión de la arquidiócesis el 21 de octubre del mismo año.
La arquidiócesis recibió la visita apostólica del papa Juan Pablo II en febrero de 1985. Este papa beatificó a Ana Monteagudo Ponce de León, natural de Arequipa (1602-1686), más conocida como Sor Ana de los Ángeles Monteagudo. Es una beata peruana y religiosa dominica.

## Estadísticas
Según el Anuario Pontificio 2023 la arquidiócesis tenía a fines de 2022 un total de 1 203 688 fieles bautizados.
| Año                                                                             | Población | Población | Población      | Sacerdotes | Sacerdotes | Sacerdotes | Católicos por sacerdote | Diáconos permanentes | Religiosos | Religiosos | Parroquias y cuasiparroquias |
| Año                                                                             | Católicos | Total     | % de católicos | Total      | Diocesanos | Regulares  | Católicos por sacerdote | Diáconos permanentes | Masculinos | Femeninos  | Parroquias y cuasiparroquias |
| ------------------------------------------------------------------------------- | --------- | --------- | -------------- | ---------- | ---------- | ---------- | ----------------------- | -------------------- | ---------- | ---------- | ---------------------------- |
| 1949                                                                            | 450 500   | 450 500   | 100.0          | 150        | 72         | 78         | 3003                    |                      | 10         | 300        | 51                           |
| 1959                                                                            | 280 000   | 297 542   | 94.1           | 151        | 59         | 92         | 1854                    |                      | 183        | 183        | 42                           |
| 1966                                                                            | 400 000   | 420 000   | 95.2           | 175        | 64         | 111        | 2285                    |                      | 289        | 479        | 41                           |
| 1968                                                                            | 427 500   | 450 000   | 95.0           | 148        | 52         | 96         | 2888                    |                      | 141        | 458        | 39                           |
| 1976                                                                            | 398 284   | 419 247   | 95.0           | 109        | 48         | 61         | 3653                    |                      | 117        | 350        | 52                           |
| 1980                                                                            | 513 000   | 545 000   | 94.1           | 119        | 45         | 74         | 4310                    |                      | 129        | 266        | 67                           |
| 1990                                                                            | 651 000   | 940 000   | 69.3           | 153        | 68         | 85         | 4254                    |                      | 155        | 257        | 57                           |
| 1999                                                                            | 771 660   | 857 400   | 90.0           | 198        | 82         | 116        | 3897                    |                      | 213        | 290        | 75                           |
| 2000                                                                            | 787 000   | 874 500   | 90.0           | 199        | 86         | 113        | 3954                    |                      | 190        | 299        | 72                           |
| 2001                                                                            | 802 791   | 891 990   | 90.0           | 192        | 86         | 106        | 4181                    |                      | 151        | 295        | 72                           |
| 2002                                                                            | 818 846   | 909 829   | 90.0           | 190        | 90         | 100        | 4309                    |                      | 180        | 332        | 72                           |
| 2003                                                                            | 835 223   | 928 025   | 90,0           | 188        | 91         | 97         | 4442                    |                      | 171        | 304        | 72                           |
| 2004                                                                            | 835 223   | 928 025   | 90.0           | 183        | 88         | 95         | 4564                    |                      | 171        | 304        | 71                           |
| 2006                                                                            | 857 000   | 952 000   | 90.0           | 177        | 76         | 101        | 4841                    |                      | 169        | 262        | 74                           |
| 2012                                                                            | 1 045 555 | 1 163 131 | 89.9           | 183        | 96         | 87         | 5713                    |                      | 181        | 320        | 73                           |
| 2015                                                                            | 1 066 769 | 1 198 617 | 89.0           | 194        | 106        | 88         | 5498                    |                      | 146        | 338        | 73                           |
| 2018                                                                            | 1 153 136 | 1 295 659 | 89.0           | 187        | 104        | 83         | 6166                    |                      | 135        | 327        | 75                           |
| 2020                                                                            | 1 189 164 | 1 346 439 | 88.3           | 183        | 106        | 77         | 6498                    |                      | 129        | 293        | 75                           |
| 2022                                                                            | 1 203 688 | 1 362 982 | 88.3           | 190        | 104        | 86         | 6335                    |                      | 134        | 282        | 75                           |
| Fuente: Catholic-Hierarchy, que a su vez toma los datos del Anuario Pontificio. |           |           |                |            |            |            |                         |                      |            |            |                              |

## Episcopologio

### Obispos

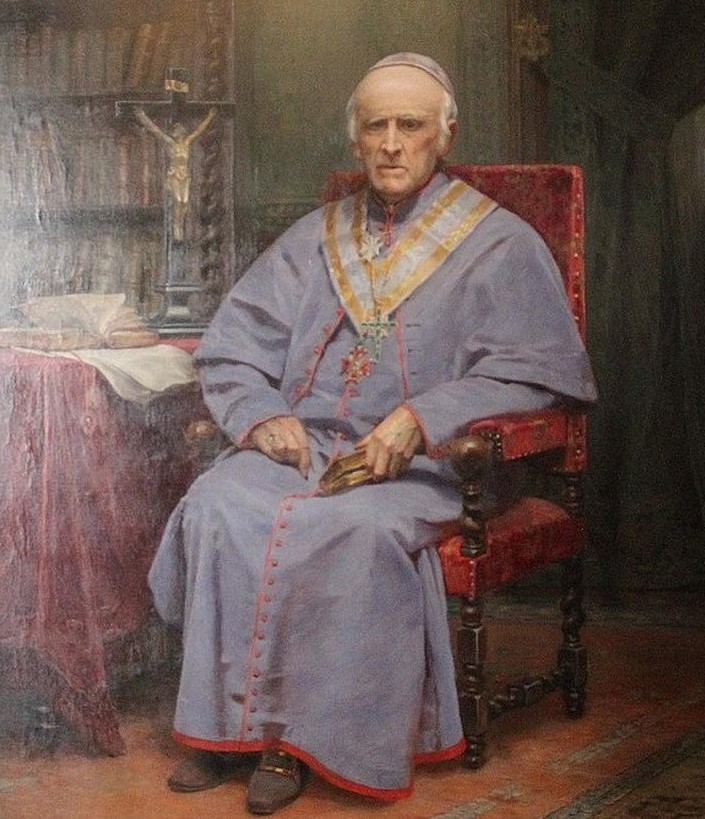
Retrato al óleo del obispo José Sebastián de Goyeneche y Barreda. C. 1860.

- Antonio de Hervías, O.P. † (15 de abril de 1577-9 de enero de 1579 nombrado obispo de Verapaz) (obispo electo)
- Sede vacante (1609-1612)

- Cristóbal Rodríguez Juárez, O.P. † (16 de enero de 1612-4 de noviembre de 1613 falleció)
  - Juan de las Cabezas Altamirano, O.P. † (16 de septiembre de 1615-19 de diciembre de 1615 falleció) (obispo electo)
- Pedro de Perea Díaz, O.S.A. † (4 de septiembre de 1617-28 de mayo de 1630 falleció)[nota 2]
- Pedro de Villagómez Vivanco † (2 de agosto de 1632-16 de julio de 1640 nombrado arzobispo de Lima)
- Agustín de Ugarte y Sarabia † (19 de noviembre de 1640-21 de octubre de 1647 nombrado obispo de Quito)
- Pedro de Ortega Sotomayor † (16 de diciembre de 1647-27 de noviembre de 1651 nombrado obispo de Cuzco)
- Gaspar de Villarroel, O.S.A. † (11 de diciembre de 1651-27 de enero de 1659 nombrado arzobispo de La Plata o Charcas)[nota 3]
- Juan de Almoguera, O.SS.T. † (17 de febrero de 1659-27 de noviembre de 1673 nombrado arzobispo de Lima)
- Juan de la Calle y Heredia, O. de M. † (1 de octubre de 1674-15 de febrero de 1676 falleció)
- Antonio de León y Becerra † (14 de junio de 1677-28 de agosto de 1708 falleció)
- Juan de Argüelles, O.S.A. † (21 de marzo de 1711-23 de enero de 1713 falleció)[nota 4]
- Juan Bravo Otálora de Lagunas † (19 de noviembre de 1714-27 de septiembre de 1723 falleció)
- Juan Cavero de Toledo † (11 de junio de 1725-20 de marzo de 1741 falleció)
- Juan Bravo del Rivero y Correa, C.O. † (28 de enero de 1743-22 de mayo de 1752 falleció)
  - Juan González Melgarejo, C.O. † (26 de noviembre de 1753-6 de marzo de 1754 falleció) (obispo electo)
- Jacinto Aguado y Chacón, C.O. † (17 de febrero de 1755-18 de julio de 1763 nombrado obispo de Osma)
- Diego Salguero de Cabrera, C.O. † (18 de julio de 1763-2 de diciembre de 1769 falleció)
- Manuel de Abad e Yllana, O.Praem. † (17 de junio de 1771-1 de febrero de 1780 falleció)
- Miguel de Pamplona González Bassecourt, O.F.M.Cap. † (10 de diciembre de 1781-10 de diciembre de 1784 renunció)[nota 5]
- Pedro José Chávez de la Rosa † (18 de diciembre de 1786-9 de mayo de 1805 renunció)
- Luis Gonzaga de la Encina Díaz y Pereiro † (9 de septiembre de 1805-16 de enero de 1816 falleció)
- José Sebastián de Goyeneche y Barreda † (14 de abril de 1817-26 de septiembre de 1859 nombrado arzobispo de Lima)
- Bartolomé Herrera Vélez † (26 de septiembre de 1859-10 de agosto de 1864 falleció)
- Juan de la Cruz Calienes Olazabal, O.F.M. † (27 de marzo de 1865-26 de junio de 1867 falleció)
- Juan Benedicto Torres Romero † (22 de junio de 1868-8 de enero de 1880 falleció)
- Juan María Ambrosio Huerta Galván † (20 de agosto de 1880-27 de junio de 1897 falleció)
- Manuel Segundo Ballón Manrique † (24 de agosto de 1898-1906 renunció)[nota 6]
- Mariano Holguín y Maldonado, O.F.M. † (30 de mayo de 1906-23 de mayo de 1943 elevado a arzobispo)

### Arzobispos
- Mariano Holguín y Maldonado, O.F.M. † (23 de mayo de 1943-24 de diciembre de 1945 falleció)
- Leonardo José Rodríguez Ballón, O.F.M. † (13 de junio de 1946-26 de septiembre de 1980 renunció)
- Fernando Vargas Ruiz de Somocurcio, S.I. † (26 de septiembre de 1980-2 de marzo de 1996 retirado)
- Luis Sánchez Moreno Lira † (2 de marzo de 1996-29 de noviembre de 2003 retirado)
- José Paulino Ríos Reynoso (29 de noviembre de 2003-21 de octubre de 2006 renunció)
- Javier Augusto del Río Alba, por sucesión el 21 de octubre de 2006